# Fuentes de Oñoro
Fuentes de Oñoro is een gemeente in de Spaanse provincie Salamanca in de regio Castilië en León met een oppervlakte van 57,19 km². Samen met het Portugese Vilar Formoso vormt het een grenspunt tussen Spanje en Portugal. Fuentes de Oñoro telt 1.058 inwoners (1 januari 2016).
De Slag bij Fuentes de Oñoro tussen de Fransen onder André Masséna en de Britten onder Wellington vond hier plaats. 